# Lasioglossum subcarum
Lasioglossum subcarum là một loài Hymenoptera trong họ Halictidae. Loài này được Cockerell mô tả khoa học năm 1930.